# Райън Джордан
Райън Джордан е американец, станал известен като редактора Essjay в англоезичната версия на „Уикипедия“. Скандалът с Essjay възниква през февруари 2007 г. след като списание „Ню Йоркър“ пише, че известният редактор и администратор от Английската Уикипедия Essjay, който е работил за кратко и в „Уикия“, е публикувал невярна информация относно възрастта си, образованието си и академичните си акредитиви. Въпреки че Essjay е твърдял, че има докторски степени по теология и канонично право като постоянен професор в частен университет, той всъщност е бил отпаднал колежанин от щата Кентъки и е използвал източници като „Католицизъм for Dummies“, когато е редактирал статии. Несъответствието в акредитивите е представено на вниманието на широката публика, когато „Ню Йоркър“ добавя редакторска бележка към статия от юли 2006 г. за Уикипедия, за която Essjay е интервюиран.
Реакцията след откритието, че Essjay некоректно е твърдял, че има академични акредитиви, е широк коментар и статии в електронните, печатните и предаващите медии, както и в самата Уикипедия.
Основателят на „Уикипедия“ и президент на „Уикия“ Джими Уелс отначало подкрепя използването на псевдоним от Essjay, казвайки: „Смятам го за псевдоним и всъщност нямам проблем с него.“ Когато разбира, че Essjay е цитирал акредитивите на псевдонима си в контекст на обсъждане на съдържание на статии обаче, Уелс поисква Essjay да напусне както доброволните си роли в „Уикипедия“, така и платената си работа като управител на общност в „Уикия“. През март 2007 г. Essjay обявява, че напуска „Уикипедия“.

## Интервю в „Ню Йоркър“
По препоръка на фондация „Уикимедия“, журналистката Стейси Шаф (носител на награда „Пулицър“) интервюира Essjay като източник за статия в „Ню Йоркър“ за Уикипедия (Know It All 31 юли 2006 г.). Според „Ню Йоркър“ „той искаше да опише работата си като администратор в „Уикипедия“, но не се идентифицира по друг начин, освен потвърждавайки биографичните данни, които са на страницата му.“ Статията в „Ню Йоркър“ описва академичните акредитиви на Essjay като включващи два доктората. 
 В края на февруари 2007 г. „Ню Йоркър“ променя статията с корекция, показваща, че Essjay впоследствие се е идентифицирал като Райън Джордан. „Ню Йоркър“ пише по-нататък: „той е описан в статията като "постоянен професор по религия в частен университет“ с „Ph.D. по теология и научна степен по канонично право.“ Essjay сега казва, че истинското му име е Райън Джордан, че е на 24 години, че няма научни степени и че никога не е преподавал.“ Според Essjay тези акредитиви са част от онлайн личността, която той е създал отчасти с цел избягване на киберсталкинг.
Джордан по-късно се хвали на потребителската си страница в „Уикипедия“, че е измамил Шиф, като „е свършил добра работа, играейки ролята.“ Essjay също твърди, че е използвал акредитивите на онлайн личността си, за да гарантира прецизността на Уикипедия в писмо, което изпраща до един професор. Според Ванкувърския ежедневник „24 хауърс“ активистът и критик на Уикипедия Дениъл Брандт е открил връзката Essjay/Райън Джордан и е съобщил това на „Ню Йоркър“.
„Къриър Джърнал“ от Луисвил, Кентъки, съобщава, че Джордан е посещавал, но никога не е завършил „Сентър Колидж“ и „Блуграс Къмюнити енд Текникъл Колидж“ (преди „Лексингтън Къмюнити Колидж“). Статията обявява също така, че независимо от неговото твърдение, че е имал тримесечна специална позиция с щатски синдик, офисът няма сведения, че Джордан някога е работил там.

## Реакция

### Общността на Уикипедия
Говорейки лично за Джордан, Уелс казва: „Мистър Райън беше приятел и все още е приятел. Той е млад човек и ми поднесе искрени лични извинения, които аз приех. Надявам се, че светът ще го остави да си отиде с мир, за да си изгради почтен живот и репутация.“
Essjay веднага отговаря на скандала с изявление на беседата си в Уикипедия, гласящо между другото:
…*Наистина* Съжалявам, ако някой от общността на Уикипедия е бил наранен от решението ми да използвам дезинформация, за да се предпазя. Не съжалявам, че се предпазих. Вярвах и продължавам да вярвам, че имам правото да се предпазя в светлината на проблемите, срещнати в интернет в тези тежки времена. Говорил съм с всичките си близки приятели тук за това и чух ясно, че те разбират позицията ми и че ме подкрепят. Джимбо и много други в йерархията на Уикипедия също изразиха подкрепата си…
Реакцията от общността на „Уикипедия“ е остра, но смесена. Докато повечето редактори осъждат поне някои аспекти на поведението му, реакциите варират от предлагане на пълна подкрепа до обвинения в „чисто и просто измама.“
С развитието на скандала общността на Уикипедия започва преразглеждане на предишните редакции на Essjay и открива свидетелства, че той е разчитал на фалшивата си професорска титла, за да повлияе на позицията на другите уикипедианци относно неговите собствени редакции. „Хора са преминали през редакциите му и са намерили места, където той по същество е използвал от лъжливите си акредитиви, за да подкрепя аргументите си“, казва Майкъл Шоу, администратор в „Уикипедия“ и основател на вестника на общността на Уикипедия, The Wikipedia Signpost. „Те ще бъдат прегледани отново."
За Уелс е „...съобщавано, че разглежда проучване на всички хора, които вземат решения по фактически спорове.“ „Не смятам, че този инцидент разкрива някаква присъща слабост на Уикипедия, но той разкрива слабост, с която ще се занимаем“, добавя Уелс. Според съобщенията той настоява, че редакторите в Уикипедия все още ще могат да останат анонимни, ако желаят. „Ние винаги предпочитаме да даваме положителен подтик, а не абсолютна забрана, за да могат хората да допринасят без много смут.“, коментира Уелс. Той обаче също предупреждава, че „винаги е неуместно да се опитваш да спечелиш спор, размахвайки акредитивите си и още повече ако тези акредитиви са неправилни.“ Според съобщенията Уелс „...очаква сътрудниците на сайта, които твърдят, че имат определени акредитиви, скоро да докажат, че наистина ги имат.“ Фондацията „Уикимедия“ обаче (начело на която вече не стои Уелс) не подкрепя неговото предложение за акредитивите. Енергичният дебат за това как да се подобри Уикипедия продължава.